# Marston (Misuri)
Marston es una ciudad ubicada en el condado de Nueva Madrid, Misuri, Estados Unidos. Según el censo de 2020, tiene una población de 397 habitantes.

## Geografía
La ciudad está ubicada en las coordenadas 36°31′2″N 89°36′21″O / 36.51722, -89.60583. Según la Oficina del Censo de los Estados Unidos, Marston tiene una superficie de 2.86 km² de tierra y 0.003 km² de agua.

## Demografía
Según el censo de 2020, hay 397 personas residiendo en Marston. La densidad de población es de 138,81 hab./km². El 65.24% de los habitantes son blancos, el 27.96% son afroamericanos, el 0.76% son amerindios, el 0.25% es asiático, el 0.76% son de otras razas y el 5.04% son de una mezcla de razas. Del total de la población, el 0.76% son hispanos o latinos de cualquier raza.